# Porte di Alessandro

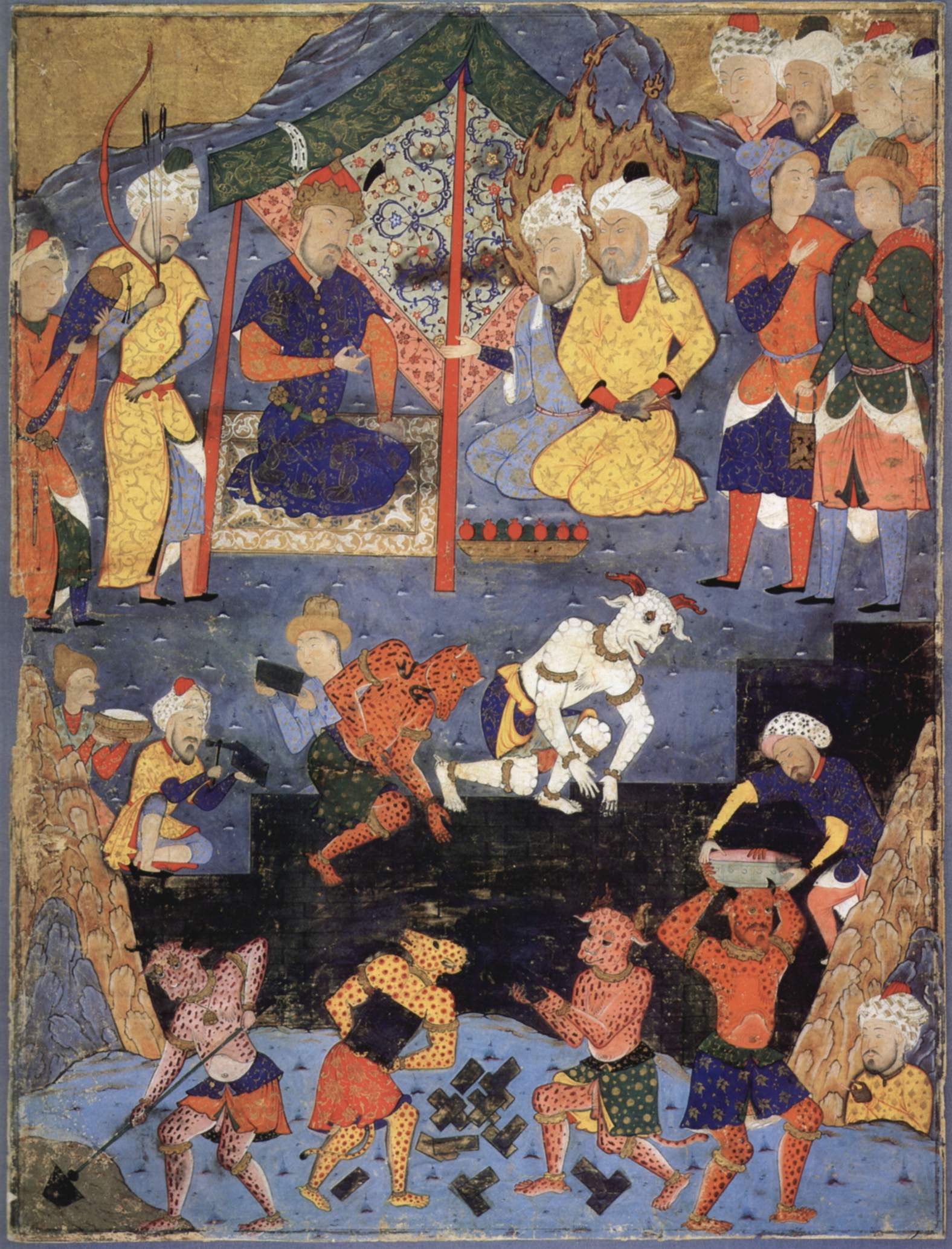
La costruzione del muro in una miniatura persiana del XVI secolo.

Le Porte di Alessandro erano una barriera leggendaria presumibilmente costruita da Alessandro Magno nel Caucaso per impedire alle popolazioni barbare del nord (tipicamente associate a Gog e Magog) di invadere le terre meridionali. Queste porte furono un soggetto popolare nella letteratura di viaggio medievale, a partire dal Romanzo di Alessandro nelle versioni del VI secolo.
Il muro, noto anche come Porte del Caspio, è stato identificato con due sedi: con il passo di Derbent, oggi in Russia, oppure con il Passo di Darial, ad ovest del Mar Caspio. La tradizione lo ha collegato anche alla Grande muraglia di Gorgan (il serpente rosso) sulla sponda sud-orientale del Caspio.
In realtà queste fortificazioni furono costruite da monarchi persiani: Derbent (in persiano: دربند Darband, "porta chiusa") fu costruita tra la fine del V e l'inizio del VI secolo, quando la città fu rifondata da Kavad I di Persia, della dinastia sassanide, mentre la grande muraglia di Gorgan fu costruita durante l'impero dei Parti.